# Marc Platt
Marcel Leplat (2 de diciembre de 1913 - 29 de marzo de 2014), conocido profesionalmente como Marc Platt, fue un bailarín de ballet, intérprete de teatro musical y actor estadounidense. Fue especialmente conocido por su interpretación de Daniel Pontipee, uno de los siete hermanos de la película Siete novias para siete hermanos (1954).

## Carrera
Nacido como Marcel Leplat en Pasadena, California, fue uno de los miembros originales del Ballet Ruso de Montecarlo, presentándose bajo el nombre de Platoff. Con la empresa, Platt realizó la coreografía de Ghost Town (1939), con música de Richard Rodgers. 
Platt bailó el papel de Chalmers/Dream Curly en la producción original de 1943 de Broadway, Oklahoma!.
Platt apareció en la versión de la película de 1955 de Oklahoma! en un papel de bailarín con texto, como uno de los amigos vaqueros de Curly. Es el amigo del vaquero que compra la silla de Curly por 10 dólares en la subasta - y quien también comenta que, el año anterior, el pastel de boniato de Ado Annie le dio un 'dolor de vientre tres días' (Marc Platt es acreditado en la lista del elenco de la película como bailarín). Tras dejar de bailar, fue al Radio City Music Hall Ballet durante varios años, entonces con una transición en la enseñanza a tiempo completo. En 2000, Platt recibió el Premio Nijinsky en el Ballets Russes Reunion. Apareció en el documental de 2005, Ballets Russes.

## Vida personal
Platt se casó dos veces y tuvo tres hijos. Ted Leplat, de su primer matrimonio, es un actor y músico que vive en Los Ángeles. En 1951, se casó con la bailarina Jean Goodall, que murió en 1993, y la pareja tuvo dos hijos, Michael y Donna. Platt murió en San Rafael, California, en 2014, a los 100 años de edad.

## Filmografía seleccionada
- Tonight and Every Night (1945)
- Tars and Spars (1946)
- Down to Earth (1947)
- The Swordsman (1948)
- Siete novias para siete hermanos (1954)
- Oklahoma! (1955)